# Effingham (Illinois)
Effingham es una ciudad ubicada en el condado de Effingham en el estado estadounidense de Illinois. En el Censo de 2010 tenía una población de 12328 habitantes y una densidad poblacional de 479,58 personas por km².

## Geografía
Effingham se encuentra ubicada en las coordenadas 39°7′11″N 88°33′3″O / 39.11972, -88.55083. Según la Oficina del Censo de los Estados Unidos, Effingham tiene una superficie total de 25.71 km², de la cual 25.55 km² corresponden a tierra firme y (0.61%) 0.16 km² es agua.

## Demografía
Según el censo de 2010, había 12328 personas residiendo en Effingham. La densidad de población era de 479,58 hab./km². De los 12328 habitantes, Effingham estaba compuesto por el 96.03% blancos, el 0.38% eran afroamericanos, el 0.21% eran amerindios, el 0.72% eran asiáticos, el 0.05% eran isleños del Pacífico, el 1.59% eran de otras razas y el 1.02% pertenecían a dos o más razas. Del total de la población el 3.23% eran hispanos o latinos de cualquier raza.